# Château de Lespinassat
Le château de Lespinassat est un château situé à Bergerac, en Dordogne, en région Nouvelle-Aquitaine (France).

## Historique
Le château de Lespinassat est élevé au XVIe siècle, par la famille d'Alba. Celle-ci est originaire d'Espagne et lors de son arrivée en France vers 1450, elle acquiert le domaine du château.
Le bâtiment actuel est une gentilhommière qui remplace l'ancienne bâtisse défensive au XVIIe siècle, avant d'être remaniée au XVIIIe siècle, avec une campagne de travaux à partir de 1734. La galerie est bâtie à cette occasion. Le domaine possède aussi plusieurs ponts franchissant de larges fossés, des pavillons, ainsi que d'anciens chais.
Le château de Lespinassat est inscrit au titre des monuments historiques par arrêté du 22 novembre 1989.

### Famille d'Alba
La famille d'Alba est une famille noble française d'origine espagnole, issu du peuple séfarade, arrivée en France au XVe siècle, vers 1450. Dès leur arrivée en France, ses membres achètent le domaine de Lespinassat à Bergerac, où ils font bâtir un château, avant de se convertir au calvinisme, une branche du protestantisme.
La famille d'Alba se divise en différentes branches, les principales étant celle de Lespinassat et celle de Monbazillac (vicomtes), mais on trouve aussi celle de Pousset, de la Gironie, de la Béraudié ou de Panisseau. On trouve aussi un certain Josué d'Alba dans l'albigeois, où il achète le château d'Aiguefonde dont il est attesté seigneur en 1586, alors qu'il y accueille Henri III de Navarre, futur Henri IV.
Sous Louis XIII, un certain Hélie d'Alba, avocat, est anobli par lettres patentes de décembre 1638, qu'il enregistre le 12 mai 1640 à la cour des Aides de Bordeaux. Après la révocation de l'édit de Nantes en 1685, les membres de la famille empruntent des voies différentes. Certaines se convertissent au catholicisme, comme Daniel d'Alba, vicomte de Monbazillac, tandis que Josué d'Alba de Lespinassat préfère émigrer, se réfugiant à Amsterdam.

#### Branche de Monbazillac
- Hélie d'Alba, premier membre anobli, avocat. Marié à Isabeau de Loches, dont :
  - Daniel d'Alba, qui suit ;
  - David d'Alba (1654 - 1716), colonel au régiment d'Auvergne, brigadier des armées du roi puis 4e vicomte de Monbazillac à la mort de son frère aîné Daniel. Pas d'héritier.
- Daniel d'Alba (1648 - 1715), 3e vicomte de Monbazillac (obtenu après un procès contre Elisée de Marsoulier) et propriétaire du château. Converti au catholicisme après la révocation de l'édit de Nantes. Marié en 1672 à Suzanne de Lagrézille, dont :
  - David II d'Alba, qui suit ;
  - David-Daniel d'Alba, qui suit.

- David II d'Alba (1674 - 1731), 5e vicomte de Monbazillac (hérité de son oncle David d'Alba) et seigneur de Grateloup (seigneurie achetée en 1718). En 1719, il offre cette dernière à son cadet, David-Daniel d'Alba. Il meurt sans héritier.

- David-Daniel d'Alba (1682 - 1754), frère du précédent, 6e vicomte de Monbazillac à la mort de son aîné et seigneur de Grateloup dès 1719. Il meurt sans héritier, ce qui sonne le glas de la famille d'Alba de Monbazillac.

#### Branche de Lespinassat
- Mathieu d'Alba, seigneur de Lespinassat. Marié à Catherine de Josset ;
- Josué d'Alba (1657 - ?), seigneur de Lespinassat et habitant de Bergerac. Émigre à Amsterdam à la révocation de l'édit de Nantes. Marié à Madeleine de Briançon.

Les descendants de Josué, habitants Amsterdam, finissent par aller en Pologne, et s'installent dans différentes villes, comme à Raciaz. Beaucoup redeviennent juifs, et certains rentreront en France au début du XXe siècle.